# ABOD Verlag
ABOD ist eine deutsche Marke des britischen Hörbuchverlags RBMedia.
Zunächst handelte es sich um einen eigenständigen deutsche Hörbuchverlag mit Sitz in München. Der Verlag wurde 2012 von Rudi Singer als Audiobooks on Demand UG gegründet und erhielt seinen Namen, die ebenfalls 2012 angemeldete Wortmarke ABOD. Das Verlagsprogramm war zu dieser Zeit auf Sachbücher vor allem zum Themenfeld Politik und Gesellschaft ausgerichtet. 2013 wurde die Trägergesellschaft in eine GmbH umgewandelt.
Anfang 2022 gab RBMedia die Übernahme von ABOD bekannt. ABOD unterhielt zu diesem Zeitpunkt ein eigenes Tonstudio in München. Entgegen erster Ankündigungen blieb die Marke ABOD erhalten. Das Programm weitete sich in der Folge auch auf Unterhaltungstitel aus. Die vormalige ABOD Verlag GmbH firmierte Mitte 2022 zur Singer Investment GmbH um. Rudolf Singer ist deren Mehrheitsgesellschafter.

## Hörbücher (Auswahl)
- Sahra Wagenknecht: Die Selbstgerechten (gelesen von Viola Müller), ISBN 978-3-95471-744-6
- Arnold Schwarzenegger: Total Recall – Die wahre Geschichte meines Lebens (gelesen von Sebastian Pappenberger), ISBN 978-3-95471-783-5
- Daniele Ganser: Imperium USA – Die skrupellose Weltmacht (gelesen von Daniele Ganser), ISBN 978-3-95471-735-4
- Bronnie Ware: 5 Dinge, die Sterbende am meisten bereuen (gelesen von Maja Byhahn), ISBN 978-3-95471-090-4
- Jack Nasher: Deal! (gelesen vom Autor), ISBN 978-3-95471-082-9
- Thomas Raab: Der Metzger kommt ins Paradies (gelesen von Matthias Lühn), ISBN 978-3-95471-136-9
- Tim Boltz: Linksträger (gelesen vom Autor), ISBN 978-3-95471-099-7
- Petra Bock: Mindfuck (gelesen von der Autorin), ISBN 978-3-95471-130-7
- Hamed Abdel-Samad: Mohamed – Eine Abrechnung (gelesen von Matthias Lühn), ISBN 978-3-95471-407-0